# Pout-Loloma
Pour les articles homonymes, voir Pout (homonymie).
Pout-Loloma est un village de la Région du Littoral du Cameroun, situé dans la commune d'Édéa IIe. Situé à 15 km d'Edéa, on y accède sur la route qui lie Edéa à Malimba I puis vers Pout-Loloma. On y trouve la réserve forestière de Mangombé.

## Population et développement
En 1967, la population de Pout-Loloma était de 144 habitants. La population de Pout-Loloma était de 286 habitants dont 145 hommes et 141 femmes, lors du recensement de 2005. Elle est essentiellement composée de Bassa. 